# Emmanuel Hamon (football)
Pour les articles homonymes, voir Emmanuel Hamon et Hamon.
Emmanuel Hamon, né le 3 septembre 1958 à Tours, est un footballeur français reconverti entraîneur.

## Carrière

### Carrière de joueur
Emmanuel Hamon est formé au Tours FC, club où il évolue pendant six saisons entre 1977 et 1984. Il y connaît notamment la montée en Première Division par deux fois en 1980 et 1984, mais aussi la descente en Deuxième Division en 1983.  
Il quitte son club le temps d'une saison pour rejoindre l'USL Dunkerque en 1981. À partir de 1983, il ne quitte plus la Deuxième Division, que ce soit au SM Caen ou jusqu'à la fin de sa carrière professionnelle au Cercle Dijon.
En 1989, il rejoint l'US Chantilly, club amateur de Division 4 (actuel CFA2) où il devient entraîneur joueur en 1990, le temps d'une saison.

### Carrière d'entraîneur
En 1994, il prend en charge le jeune club du FC Chartres (fondé en 1989) qui vient d'accéder à la Division Honneur. Il parvient à accrocher une montée pour la DH Centre en 1998 puis deux montées en CFA2, respectivement en 2001 et 2008. 
Il quitte ce club en 2009, après 15 années de bons et loyaux services, pour rejoindre le FC Marmande 47, qu'il parvient également à faire monter en CFA2 en 2011. Il doit toutefois quitter le club à l'issue de cette saison pour « des raisons d'ordre budgétaire » selon le président du club, Jean-Philippe Pugens.
Il rebondit alors à Cognac, club qu'il ne réussit pas à sauver et qui est donc relégué en 2012 en Division Honneur et dans lequel il reste jusqu'en 2015.
De 2016 à 2018 il revient au Tours FC où il intègre le staff du centre de formation.
Depuis la saison 2018-2019, Emmanuel Hamon est l'entraîneur de l'équipe première de l'AS Montlouis Football évoluant dans le groupe "Centre Val de Loire" en National 3.

## Palmarès

### Palmarès de joueur
- Tours FC
  - Deuxième Division
    - Champion : 1984

### Palmarès d'entraîneur
| - FC Chartres - DH Centre : - Champion : 2001, 2008 |  | - FC Marmande 47 - DH Aquitaine : - Champion : 2011 |